# Yeröö
Yeröö (tiếng Mông Cổ: Ерөө) là một sum của tỉnh Selenge ở miền bắc Mông Cổ. Vào năm 2008, dân số của sum là 5.792 người.

## Địa lý
Sum có diện tích khoảng 8203,51 km2. Trung tâm sum, Tavin, nằm cách tỉnh lỵ Sükhbaatar 134 km và thủ đô Ulaanbaatar 355 km. Khu định cư kiểu đô thị Bugant cách trung tâm sum Yeröö 66 km về phía đông nam.

### Khí hậu
Nhiệt độ trung bình hàng năm trong khu vực là 2 °C. Tháng ấm nhất là tháng 7, khi nhiệt độ trung bình là 24 °C và lạnh nhất là tháng 1, với −25 °C. Lượng mưa trung bình hàng năm là 491 mm. Tháng ẩm ướt nhất là tháng 8, với lượng mưa trung bình là 130 mm, và tháng khô nhất là tháng 2, với lượng mưa 2 mm.

## Kinh tế
Sum có một xí nghiệp chế biến gỗ, trường học và bệnh viện.